# Х-28
Х-28 («изделие Д-8», по классификации МО США и НАТО — AS-9 Kyle, англ. Залив. Произносится «ха-28», произношение «икс-28» - ошибочно) — советская противорадиолокационная управляемая ракета класса «воздух-поверхность» средней дальности, разработанная в 1960-х годах дубнинским филиалом ОКБ-155-2  (ныне МКБ Радуга) под руководством А.Я. Березняка  (постановление СМ СССР от 10 января 1963 г.). По номенклатуре КБ Х-28 именовалась Д8 (изд.93). Принята на вооружение в 1973 году. Носители: Су-17М2/М3 (с контейнером «Метель»), Су-24 (2 ракеты на ПУ-28, штатная станция «Филин»), МиГ-23Б, Су-22. В настоящее время Х-28 снята с вооружения российских ВВС, на смену ей пришли ракеты Х-58, Х-25МП, Х-31П.
Экспортировалась, стояла на вооружении ВВС Ливии, Ирака и стран - участниц Варшавского договора. 

## Предыстория
К середине 60-х годов оснащение войск радиотехническими средствами (РЛС орудийной наводки и разведки, станции РЭБ, РЛС ПВО), количество ЗРК, ЗСУ и ПЗРК уже не позволяло при прорыве "зонтика" ПВО ограничиться постановкой помех, маневром или обойти его по высоте и дальности (умело спланированная ПВО как раз и должна исключить такую возможность). Три четверти всех самолетов, потерянных США во Вьетнаме, были сбиты пусками ЗУР и огнем зенитной артиллерии с радиолокационной наводкой. В ближневосточных конфликтах этот процент достигал 90%. Для эффективного преодоления ПВО, помимо создания активных и пассивных помех (шумовые и ответные радиопомехи, сброс дипольных отражателей и ловушек, постановка ложных целей), требовалось  огневое подавление зенитных средств средствами с большей дальностью, чем бомбы, НАР и авиапушки. Поражение радиолокационных систем обнаружения и наведения резко сокращает эффективность ПВО.

## Разработка
Х-28 создавалась с использованием конструктивных решений ракет большой дальности Х-22 и КСР-5 и является как бы их уменьшенной копией. Разрабатывалась в комплексе К-28П (головной разработчик комплекса - ОКБ-115 А.С.Яковлева) в составе Як-28Н и двух ракет Х-28. Авиационный ракетный комплекс К-28П (П -пассивный, от способа наведения) получил свое наименование по имени носителя. В конце 1964 г. по предложению Минавиапрома принято решение о замене РДТТ на ракете Х-28 на ЖРД (на базе двигателя ОКБ С. К. Туманского для ракеты КСР-5 - Р-253–300) по причинам освоенности технологии и гарантированного достижения дальности 120 км, необходимой для поражения позиций ЗРК "Найк-Геркулес" без входа в их зону поражения.
Замена двигателя отсрочила начало испытаний до 1966 г. По результатам расчетов и продувок при пуске первой ракеты Х-28 и сохранении второй ракеты под другим крылом Як-28Н терял устойчивость по крену из-за недостаточной эффективности элеронов. Опытный самолет Як-28Н был все же построен и использовался для отработки пусков. Аппаратуру станции разведки целей предусматривалось разместить на месте РЛС «Инициатива». Испытания Як-28Н были начаты в 1966 г., в 1967 г. на нем начаты испытания аппаратуры комплекса. Первые пуски ракет Х-28 с борта Як-28Н произведены в 1969 г. Но самолет в серийное производство не был запущен.
К началу 1970-х гг. выпуск Як-28 прекратился, поэтому в 1970 г. выдано тактико-техническое задание на дооснащение ракетами Х-28 самолетов Су-17 с созданием комплекса вооружений Су-17-28. Решение о создании такого комплекса было принято по инициативе главного конструктора Су-17 Н.Г. Зырина. Предполагалось также использование противорадиолокационного комплекса с ракетами Х-28 и "Метелью" на МиГ-27, однако громоздкое изделие никак не умещалось на подвеске и работы не пошли дальше проектных изысканий. Для отработки средств комплекса ОКБ Сухого использовался Су-7БМ. В декабре 1971 года самолет был доработан с установкой пускового устройства ПУ-28С для подвески ракеты и контейнера со станцией управления "Метель". До января 1972 года на нем выполнялись скоростные рулежки с отрывом носового колеса для уточнения возможности транспортировки крупногабаритной Х-28 под фюзеляжем с проверкой весьма небольших просветов между ракетой и ВПП. Поскольку зазор между нижней частью изделия и землей был крайне невелик, касание полосы ракетой с жидким топливом и окислителем грозило взрывом. Для оценки зазоров в хвостовой части Х-28 установили законцовку из пенопласта, которая при первом же испытании была стесана на 30-40 мм.
Су-17М, строившийся с 1972 г., мог нести только одну ракету Х-28 под фюзеляжем (пусковая установка ПУ-28С, контейнер с аппаратурой "Метель-А" для разведки РЛС противника и выработки целеуказания, устанавливался на пилоне под неподвижной частью крыла). Поэтому почти одновременно предложено и применение ракеты Х-28 на самолетах Су-24. Государственные совместные испытания с самолетом Су-24 проходили с января 1970 г. по июль 1974 г. (произведено 15 пусков). В 1976 г. были завершены испытания Су-24, который мог нести 2 ракеты Х-28. На Су-24 была установлена станция разведки цели и выдачи целеуказания "Филин". Истребитель-бомбардировщик Су-17М был 1-местным, а на Су-24, кроме пилота, находился штурман, способный более качественно оценивать обстановку и принимать решения по применению ракет.

## Конструкция
Конструкция ракеты - нормальная аэродинамическая схема с треугольным крылом и цельноповоротным оперением. Корпус цилиндрический, переменного по длине диаметра. В носовой части установлен обтекатель ГСH оживальной формы. Крылья трапециевидной в плане формы, с прямыми задними и стреловидными передними кромками (угол стреловидности 75°). Передний обтекатель с грузовым отсеком имеет хомутно-клиновое быстроразъемное соединение.
При разработке ракеты использовался опыт ОКБ-2-155 в конструировании крылатых ракет большей дальности. Х-28 имела традиционное для этого КБ сочетание ракетных и самолетных технологий: стрингерный фюзеляж, множество эксплуатационных и технологических разъемов и лючков, литое многолонжеронное крыло и крестообразное оперение. По номенклатуре КБ Х-28 именовалась Д8 (изд.93).
Кинетический нагрев в полете с высокими скоростями (до М = 3) заставил установить на передних кромках крыла и оперения накладки из жаропрочного пресс-материала. Сама конструкция выполнялась преимущественно из теплостойких материалов - сталей 30ХГСА, ЭИ-65И и специального дюраля Д19, обшивка сплав АМг-6.
Фугасная боевая часть 9А283 массой 155 кг несла 74 кг взрывчатого вещества и была снабжена контактным электромеханическим взрывателем ЭВМУ-139 и неконтактным взрывателем РОВ-5, обеспечивающим подрыв БЧ в воздухе на высоте, оптимальной для уничтожения РЛС.  Боевая часть монтировалась в корпусе с торца, баки горючего и окислителя не имели межбакового отсека и были выполнены по совмещенной схеме.  Особенностью ракеты стала возможность установки на ней сменной БЧ, в том числе и ядерной (Х-28 должна была «взламывать» ПВО противника, расчищая путь группам ударных самолетов).
Трубопроводы подачи компонентов топлива и арматура пневмосистемы были проложены в коробе (гаргроте). В гаргроте находился также датчик угловых скоростей автопилота, установленный примерно в середине длины ракеты, что позволило свести к минимуму влияние изгибных колебаний. Позади баков-отсеков размещались элементы сопряжения с системами носителя и электромеханический преобразователь ПТО-300/500К, за ними — основной блок автопилота АПР-28 и моноампульная батарея А-221. Хвостовую часть ракеты занимали элементы электрогидравлического привода ЭГС-40Л и жидкостный ракетный двигатель Р-253-300. Большие габариты Х-28 потребовали проведения на Су-17 оригинальной доработки: в месте подфюзеляжной подвески ракеты приходилось устанавливать панель с подштамповкой под ее киль, а нижний киль складывался, подобно «большим» ракетам Х-22 и КСР-5.
ГСН ПРГ-28 для ракеты разработали в Омском ЦКБ-111 (позднее НПО "Автоматика") под руководством А.С. Кирчука. Она обеспечивала пеленгационное наведение в частотных диапазонах А, В и С, охватывая практически все существовавшие и перспективные РЛС ПВО вероятность противника. Автопилот АПР-28 разработан в НИИ-923 ( гл. конструктор Антипов Е.Ф.), включал блок пролонгации, продолжавший управлять ракетой в случае пропадания пеленгуемого сигнала до 10 сек (такой режим импульсного излучения мог практиковаться операторами РЛС для срыва захвата) - при этом Х-28 продолжала идти в направлении "замолкшей" цели.
В 1964 г. на Дубнинском машиностроительном заводе начато освоение стеклотекстолитовых обтекателей ракеты Х-28. Первые серии изделий приходилось комплектовать тремя обтекателями, рассчитанными каждый на свой диапазон волн. Проведенные поиски "просветления" обтекателей закончились подбором так называемых "компенсационных решеток", с помощью которых добились значительного улучшения радиотехнических характеристик обтекателей ракеты Х-28, а затем и ракеты Х-22.
Аппаратура обеспечения и управления ракетного комплекса размещалась на Су-17 в подвесном контейнере (система "Метель-А" и "Метель-АВ", различавшиеся диапазоном), а на Су-24 находилась на борту самолета (система "Филин-Н"). С их помощью ГСН и САУ ракеты получали информацию об углах пеленга РЛС и тангажа, программировался профиль полета и выхода на цель. Приемной антенной при использовании "Метели" служила ГСН ракеты, "Филин" сам по себе являлся пассивной РЛС. Автономный поиск и поражение с помощью "Метели" оказался слишком трудной задачей. Прицельный пуск Х-28 мог осуществляться только по цели, положение которой было уже установлено, и задача летчика сводилась к выходу в намеченную зону пуска, привязке к ориентирам и после захвата объекта ГСН выполнении пуска.
Значительные массогабаритные характеристики Х-28 были следствием требований и уровня оборудования того времени: КВО достигало 20 м, что требовало мощной БЧ для надежного поражения и без прямого попадания. ЖРД со стартовой тягой более 8000 кгс, обеспечивший высокую скорость и дальность, принес массу эксплуатационных трудностей: хранить ракету, снаряженную 235 кг «парящего» окислителя АК-27П (смесью азотной кислоты и закисью азота) и не менее едкого и токсичного топлива ТГ-02, подолгу было нельзя, а после слива баки требовалось тщательно промывать нейтрализующим раствором и просушивать, что требовало спецсредств, сил и времени, и с трудом обеспечивалось даже на стационарных аэродромах, не говоря уже о полевых условиях. Комплект оборудования и проверочной аппаратуры развертывался на специальных площадках подготовки ракет ППР-28, а все работы выполнялись в защитных спецкостюмах.

## Боевое применение
Применялись Ираком в различных конфликтах.

### Ирано-иракская война
27 октября 1981 года Су-22 5-й эскадрильи ВВС Ирака с помощью противорадиолокационных ракет Х-28Э за один день уничтожили не меньше 6 РЛС HIPAR (High-Power Acquisition Radar) у иранских ЗРК MIM-23 HAWK. Иранцы признали столь тяжёлые потери и заставили своих зенитчиков полностью пересмотреть тактику применения РЛС.
Конец 1982 года - применение ракет Х-28. Ракеты были успешно применены против ЗРК HAWK на дальность 70 км с самолета Су-22М2 с высоты 7000 м, скорость самолета-носителя 750 км/ч . По западным данным всего Ираку было поставлено около 100 ракет и они успешно использовались до 1988 года.
Применялась в боевых действиях ВВС Ирака под названием Nissan-28 (см. фото) в ирано-иракской войне. В 1989 году под названием Nissan-28 ракета показана на выставке иракской военной техники.

## Модификации[5]
Х-28М / Х-24 - твердотопливная. Позже разработка трансформировалась в противорадиолокационную ракету Х-58 (изделие "112" / Д-7)
Х-28Э - экспортная